# Laicidad en Colombia

Estado laico o aconfesional
Estado confesional
Ambiguo o sin datos

Colombia es un Estado laico según se deriva de su Constitución y la jurisprudencia de la Corte Constitucional, por lo que el Estado está en la obligación de ser neutral en materia religiosa y dar un tratamiento igual a todas las iglesias y confesiones religiosas, dada la Separación Iglesia-Estado.

## Historia
Antes de la Asamblea Constituyente de Colombia de 1991 donde se redactó la actual Constitución, el país se encontraba en un estado ambiguo en materia de aconfesionalidad y en épocas anteriores confesional. La Constitución anterior a la actualmente vigente, fue la Constitución de Colombia de 1886, la cual presentó principios conservadores.

En nombre de Dios, fuente suprema de toda autoridad,
Los Delegatarios de los Estados Colombianos de Antioquía, Bolívar, Boyacá, Cauca, Cundinamarca, Magdalena, Panamá, Santander y
Tolima, reunidos en Consejo Nacional Constituyente(...)
Preámbulo de la Constitución de Colombia de 1886

Esta Constitución, además de reconocer directamente a Dios como una fuente de autoridad, permite a la Iglesia Católica en Colombia que tenga influencia en el Estado y en la educación de los menores de edad, así como limita las creencias permisibles a las que no se opongan al catolicismo.

La Religión Católica, Apostólica, Romana, es la de la Nación; los Poderes públicos la protegerán y harán que sea respetada
como esencial elemento del orden social. Se entiende que la Iglesia Católica no es ni será oficial, y conservará su independencia.
Artículo 38 de la Constitución de Colombia de 1886

Es permitido el ejercicio de todos los cultos que no sean contrarios a la moral cristiana ni a las leyes.
Artículo 40 de la Constitución de Colombia de 1886

La educación pública será organizada y dirigida en concordancia con la Religión Católica(...)
Artículo 41 de la Constitución de Colombia de 1886

## Marco jurídico

### Normativa actual
En la actualidad, Colombia tiene un marco normativo sólido sobre la aconfesionalidad estatal, manifestada en su Constitución Política, actualizado en septiembre de 2011 de conformidad con la versión del Senado de la República de Colombia.

Se garantiza la libertad de cultos. Toda persona tiene derecho a profesar libremente su religión y a difundirla en forma individual o colectiva. Todas las confesiones religiosas e iglesias son igualmente libres ante la ley.
Artículo 19 de la Constitución Política de Colombia

A pesar de que no se menciona de forma directa en la carta magna, la laicidad estatal bajo el entendido de la aconfesionalidad ha sido analizada por la Corte Constitucional (órgano encargado de interpretar el texto constitucional y garantizar la supremacía de la Constitución) en diversas sentencias, como la C-350 de 1994, en la cual se estudió la constitucionalidad del artículo 2° de la Ley 1° de 1952 frente a la consagración de la República de Colombia al Sagrado Corazón de Jesús. 

(...)Es por consiguiente un Estado laico. Admitir otra interpretación sería incurrir en una contradicción lógica. Por ello no era necesario que hubiese norma expresa sobre la laicidad del Estado. El país no puede ser consagrado, de manera oficial, a una determinada religión, incluso si ésta es la mayoritaria del pueblo(...)
Fragmento de la Sentencia C-350-94 de la Corte Constitucional

El Congreso de la República de Colombia expidió la Ley 133 de 1994, la cual reglamenta la libertad de culto en el país, estableciendo diversos derechos y libertades civiles, como el profesar una religión o no profesar ninguna, las uniones maritales, la confirmación del Estado aconfesional, la personería jurídica de las iglesias y confesiones religiosas, y su autonomía...

### Más desarrollo normativo
El Pacto Internacional de Derechos Civiles y Políticos, incorporado al ordenamiento jurídico interno mediante, la Ley 74 de 1968, establece en su artículo 18 la libertad de toda persona en su pensamiento, conciencia y religión, la garantía de la manifestación de la religión y las creencias y el compromiso que deben adquirir los Estados parte para garantizar que los hijos reciban la educación religiosa y moral que esté de acuerdo con sus propias convicciones.  
La Convención Americana sobre Derechos Humanos incorporada al ordenamiento jurídico interno mediante Ley 16 de 1972, también consagra en sus artículos 1, 12, y 13 garantías a la libertad de religión y de creencia y el deber estatal de garantizar que los hijos reciban la educación religiosa y moral que esté de acuerdo con sus propias convicciones. De igual manera, consagra en su artículo 16 la libertad de asociación por motivos religiosos. 
Constitución Política, Preámbulo, artículos 1, 2, 13, 18, 19 y 20, el Estado debe garantizar la efectividad de los principios, derechos y deberes contenidos en ella y asegurar el libre ejercicio de todas las personas del territorio nacional a profesar libremente su religión, culto, y la igualdad de las religiones frente a la ley. Que el artículo 19 de la Constitución Política garantiza la libertad de cultos y establece que toda persona tiene derecho a profesar libremente su religión y a difundirla en forma individual o colectiva, derecho fundamental que fue desarrollado por el legislador en la Ley Estatutaria 133 de 1994. 
En desarrollo del principio de colaboración armónica entre las instituciones estatales contenido en el artículo 113 de la Constitución Política, las instituciones y órganos que componen el Estado en el ejercicio de sus competencias, deben colaborar armónicamente para la realización de sus fines, entre otros, la obligación Estatal de garantizar la libertad e igualdad religiosa en términos de equidad y el reconocimiento de las entidades religiosas y sus organizaciones en su aporte al bien común. 
En relación con el artículo 9 de la Ley Estatutaria 133 de 1994, el Estado Colombiano, a través del Ministerio del Interior, es quien reconoce la personería jurídica de carácter especial a las entidades religiosas en Colombia, según el cumplimiento de los requisitos establecidos en la Ley y sus decretos reglamentarios. 
Conforme lo establecido en el artículo 11 de la Ley Estatutaria 133 de 1994 y la Ley 20 de 1974, el Estado continúa reconociendo personería jurídica de derecho público eclesiástico a la Iglesia Católica y a las entidades eclesiásticas erigidas o que se erijan conforme a lo establecido en el inciso 1 del artículo IV del Concordato, aprobado por la Ley 20 de 1974. 
El artículo 244 de la Ley 1753 de 2015, Plan Nacional de Desarrollo 2014-2018 "todos por un nuevo país", dispuso que el Ministerio del Interior "emprenderá acciones que promuevan el reconocimiento de las formas asociativas de la sociedad civil basadas en los principios de libertad religiosa, de cultos y conciencia" y que "el Gobierno Nacional formulará y actualizará la política pública en la materia con la participación de las entidades religiosas, garantizando la libertad e igualdad religiosa en términos de equidad y reconociendo su aporte al bien común en lo local, regional y nacional". 
La Ley Estatutaria 1757 de 2015 en su artículo 104 establece los deberes de las administraciones nacionales, departamentales, municipales y distritales en la promoción de instancias de participación ciudadana, formales e informales, creadas y promovidas por la ciudadanía o el Estado. 
El artículo 1 del Decreto Ley 2893 de 2011 establece como objetivos del Ministerio del Interior, formular, adoptar, dirigir, coordinar y ejecutar la política pública, planes, programas y proyectos, entre otras, en materia de libertad de cultos y el derecho individual a profesar una religión o credo. Que el artículo 2.2.1.4.3 del Decreto 1066 de 2015, Único Reglamentario del Sector Administrativo del Interior, establece la obligación de articular la aplicación de las políticas sectoriales a cargo de las entidades de orden nacional, en el nivel territorial. 
La Resolución 889 de 2017, estableció en su articulado los lineamientos para la participación y articulación interinstitucional, intersectorial y territorial en la formulación de la Política Pública Integral de Libertad Religiosa y de Cultos, la cual se entiende agotada en su objeto con la expedición de dicho Decreto. 
En atención a las problemáticas y necesidades de las entidades religiosas y sus organizaciones en Colombia y a los mandatos constitucionales y legales, se determinó construir una política pública que abordara el fortalecimiento de la articulación, la capacidad institucional y las demás acciones de las entidades públicas del orden nacional y territorial, en la garantía del ejercicio del derecho de libertad religiosa y de cultos. 
Como inicio del proceso de formulación de la Política Pública, el ministro del Interior expidió seis (6) circulares que exhortaron a alcaldes y gobernadores a aunar esfuerzos con esta Cartera en el desarrollo de dicho proceso (La primera de 9 de octubre de 2015, la segunda de 10 de febrero de 2016, la tercera de 16 de septiembre de 2016, la cuarta de 5 de diciembre de 2016, la quinta de 1 de junio de 2017 y la sexta el 13 de diciembre de 2017). 
Atendiendo a la importancia de los Asuntos Religiosos en el país, el Ministerio del Interior lideró la promulgación del Decreto Presidencial 1079 de 2016 "por el cual se declara el Día Nacional de la Libertad Religiosa y de Cultos". El Ministerio del Interior realizó un diagnóstico de análisis situacional (situación administrativa interna, situación administrativa territorial y técnicas de investigación cualitativas), mediante el cual recolectó insumos en los 32 departamentos del país, que permitieron evidenciar las problemáticas y necesidades concretas de las entidades religiosas y sus organizaciones, lo que contribuyó a la delimitación del alcance de esta Política Pública. 
Para dar aplicabilidad a la normatividad colombiana que desarrolla el derecho de libertad religiosa y de cultos y para fortalecer las capacidades institucionales de las entidades públicas nacionales y territoriales y su articulación en el reconocimiento y garantía del derecho de libertad religiosa y de cultos, se hace necesaria la expedición de una política pública en esta materia.

## Religión en la vida política
Dado el carácter aconfesional del Estado, es común la participación de movimientos y partidos políticos confesionales en distintos cargos y entidades del Estado, como el Congreso de la República, la Presidencia o las alcaldías y gobernaciones.
En casos que son objeto de estudio de la politología de la religión, varios han sido y son los partidos confesionales en Colombia, como el Partido Conservador Colombiano, el Partido Nacional Cristiano, el Compromiso Cívico y Cristiano por la Comunidad, el Partido Somos Región Colombia, por el cual Viviane Morales presentó su candidatura a la presidencia, Colombia Justa Libres, o uno de los partidos con más peso e influencia política en la actualidad es el Movimiento Independiente de Renovación Absoluta, más conocido como MIRA, que es el brazo político de la Iglesia de Dios Ministerial de Jesucristo Internacional, el cual es el partido político confesional con mejores resultados electorales durante las últimas décadas en América Latina.
Coalición del sector religioso
En septiembre de 2021 se constituye la coalición Nos Une Colombia entre los partidos cristianos Colombia Justa Libres y MIRA, para participar en las elecciones legislativas de 2022 presentando listas conjuntas al Senado y a la Cámara en más de 7 departamentos o circunscripciones, constituyendo la primera coalición política del sector religioso en Colombia.
Es de resaltar que el expresidente Álvaro Uribe, ha sido uno de los principales obstáculos para la laicidad, ya que luego de que este hiciera campaña política acompañado de diversas iglesias evangélicas (como Misión Carismática Internacional y la Iglesia Avivamiento), esta práctica comenzó a hacerse cada vez más común por otras figuras políticas por su eficacia, ya que además de haber sido elegido en dos ocasiones para ser Presidente de la República, consiguió la victoria del 'no' en el Plebiscito sobre los acuerdos de paz de Colombia de 2016 y el apoyo de estas iglesias en la candidatura del actual Presidente Iván Duque Márquez.

### Laicidad y recursos públicos
En Colombia no se respeta la laicidad estatal por parte de muchas instituciones religiosas, ni por la mayoría de las instituciones públicas, ya que lo que existe normativamente es la aconfesionalidad, siendo un caso común el de la Iglesia Católica colectivos laicistas han realizado manifestaciones y presentado acciones de tutela, para garantizar el cumplimiento de la separación Iglesia-Estado.
El Estado colombiano ha venido invirtiendo recursos económicos para diversas prácticas religiosas, tales como el Bogotá Gospel (también celebrado en otras ciudades) o las fiestas de Semana Santa, figuras y estatuas como la Estatua del Santísimo, la cual costó más de 60 mil millones de pesos.
La presencia de imágenes religiosas en las entidades públicas es también común, como el crucifijo en la Corte Constitucional, las vírgenes en estaciones de policía y colegios o actos como el Te Deum el día 20 de julio. La mayoría de estas causas jurídicas ya que actualmente en Colombia lo único que se puede alegar es la falta de igualdad, ya que lo que está protegido normativamente es la aconfesionalidad, como se destaca en la ley 133 de 1994 donde claramente dice que el Estado no es indiferente al sentimiento religioso de las personas, por lo cual facilitará su participación en iglesias y confesiones religiosas.

### Laicidad y educación
La laicidad en la educación es ampliamente respetada en las zonas urbanas con algunas excepciones, no obstante en zonas rurales la situación es diferente, por la poca presencia del Estado y el desconocimiento jurídico, es común ver logros y competencias relacionados con el cristianismo para aprobar las materias o requisitos como la participación en actividades eclesiásticas.
Sobre el currículo académico en Colombia, el área de educación religiosa es obligatoria según la Ley 115 de 1994 la cual es la Ley General de Educación, sin embargo, posee un parágrafo que permite exonerarse del área de religión, luego este proceso es reglamentado por el Decreto 4500 de 2006,
La Constitución permite que los particulares creen establecimientos educativos, sin embargo, en los establecimientos del estado, nadie estará obligado a recibir educación religiosa.

### Laicidad y Derechos sexuales y reproductivos

Situación jurídica del aborto alrededor del mundo.
Legal bajo cualquier circunstancia dentro de plazos establecidos.
Legal en casos de riesgo para la vida de la madre y/o de salud física o mental, violación, inviabilidad fetal y factores socioeconómicos.
Legal en casos de riesgo para la vida de la madre y/o de salud física o mental, violación e inviabilidad fetal.
Legal en casos de riesgo para la vida de la madre y/o de salud física o mental y violación.
Legal en casos de riesgo para la vida de la madre y/o de salud física o mental.
Legal en casos de riesgo para la vida de la madre.
Ilegal sin excepciones.
No hay información.
Nota: En la mayoría de los países y supuestos citados, la intervención ha de efectuarse antes de plazos establecidos.

Colombia posee una legislación parcialmente favorable a la laicidad sobre los derechos sexuales y reproductivos como en Latinoamérica en general, distinto de países de Oriente Medio donde la utilización de métodos anticonceptivos o el adulterio son delitos graves y penalizados duramente por el Estado.
La Corte Constitucional ha emitido diversos fallos respecto a la despenalización del aborto en tres causales específicas.
El exprocurador de Colombia Alejandro Ordóñez, se opuso fuertemente a dichas sentencias, esto llevó a que Women ´s Link y otras 1280 mujeres, presentaran una acción de tutela donde al final tuvo que rectificar, sin embargo, la Procuraduría General de la Nación reincidió en varias ocasiones, 
por lo que varias ONG se vieron en la obligación de solicitar una audiencia en la Comisión Interamericana de derechos Humanos (CIDH). En aquella audiencia, Ilva Myriam Hoyos mencionó que “la laicidad es peligrosa”.

### Laicidad y derechos del sector poblacional LGBTI
En materia jurídica, los miembros de la comunidad LGBT poseen derechos y garantías sólidos con una larga historia política y un marco jurídico amplio. Es uno de los países de América Latina con mayores garantías para dicha población.
En 2009, la Corte Constitucional, decidió la modificación de 42 normas incluidas en aproximadamente 20 leyes, que mejoraron notablemente las condiciones e igualdad entre homosexuales y heterosexuales.
Poseen todo tipo de protecciones civiles en el ámbito laboral y social, el reconocimiento legal de su unión marital cambio legal de sexo en la documentación, acceso igualitario a técnicas de reproducción asistida, entre otros.
Finalmente, en 2015 se decidió que "la adopción de niños por personas con orientación sexual heterosexual, en general, y por parejas del mismo sexo, en particular, no afecta por ningún motivo, ni compromete de manera negativa la salud física o mental ni el desarrollo integral de los menores. En el debate primaron las posiciones en favor de reconocer que las parejas del mismo sexo son tan idóneas como las heterosexuales para criar y educar niños adoptados".

### Laicidad y Eutanasia
Esta práctica es legal en Colombia con la reglamentación que establece la ley.
El entonces ministro de salud Alejandro Gaviria garantizó el acceso a la eutanasia para todos los colombianos.
La Conferencia Episcopal de la Iglesia Católica, fue más lejos al amenazar con dejar de prestar el servicio hospitalario y al violar de manera tácita la separación entre iglesias y Estado al citar su propio libro de Catecismo 9 en donde “condena ética y moral a la eutanasia directa”. y en el que se lee:
“Cualesquiera que sean los motivos y los medios utilizados, la eutanasia directa, que consiste en poner fin a la vida de personas disminuidas, enfermas o moribundas, es moralmente inaceptable”.

## Organizaciones laicistas y pro-laicistas en Colombia
Algunas de las organizaciones que promueven la laicidad del Estado colombiano, son las siguientes:

### Bogotá Atea
La Corporación Bogotana para el Avance de la Razón y el Laicismo, organización no gubernamental, tiene dentro de sus objetivos la defensa del Estado Laico junto con la promoción del pensamiento racional. Fue constituida legalmente en marzo de 2015 Esta organización presentó en el 2017 el primer Informe de Laicidad en Colombia. y ha sido consultada en múltiples ocasiones por la Corte Constitucional de Colombia.

### Católicas por el derecho a decidir
Colectivo católico, que vela por la justicia social mediante el feminismo y la laicidad estatal, así como los derechos sexuales y reproductivos. Propende por cambiar las políticas religiosas restrictivas de la Iglesia Católica desde el interior de la organización generando diálogo entre las feligreses y la cúpula eclesiástica. 

### Asociación Antioqueña de Librepensadores, Agnósticos y Ateos
Asociación de escépticos, humanistas, y ateos cuya región de acción es Antioquia, sus actividades se centran en la defensa de la separación entre iglesia y estado y los derechos civiles de los no creyentes.

### Asociación de Ateos de Bogotá
Esta asociación, constituida en 2015 en Bogotá, busca promover el pensamiento crítico y científico, así como desempeña actividades y funciones para la defensa del laicismo estatal de Colombia.

### Asociación de Ateos del Eje Cafetero
Vela por la separación iglesia y Estado en Risaralda, trabaja de forma conjunta con las demás asociaciones para la difusión del pensamiento crítico y escéptico, así como anfitriones del Segundo Encuentro Latinoamericano de Librepensamiento que se llevará a cabo en 2020.

### Asociación de Ateos y Agnósticos del Atlántico
Nace en julio de 2013, desempeña actividades similares a las demás asociaciones de ateos de Colombia, con funciones en la costa atlántica colombiana, con esfuerzos para la igualdad social y la libertad de cultos.